# Onchium robustum
Onchium robustum är en rundmaskart som beskrevs av Gerlach 1965. Onchium robustum ingår i släktet Onchium och familjen Leptolaimidae. Inga underarter finns listade i Catalogue of Life.